# Список древнегреческих поэтесс
Список древнегреческих поэтесс включает легендарных и реальных поэтесс, писавших в античности на древнегреческом языке.
Большинство этих имен известно только по упоминаниям в произведениях других авторов; дошедшее поэтическое наследие отдельных поэтесс в основном фрагментарно.

## По алфавиту
| # А Б В Г Д Е Ё Ж З И К Л М Н О П Р С Т У Ф Х Ц Ч Ш Щ Э Ю Я |

### А
- Анита Тегейская (III в. до н. э.) — родом из Аркадии, автор эпиграмм.
- Аристодама — дочь Аминты из Смирны, получила награды от этолийских городов Ламии и Халейона в 218/217 г. до н. э.
- Аспазия — гетера, жена Перикла, оставила в частности стихи, обращенные к Сократу.

### Б
- Билитис — якобы современница Сапфо, литературная мистификация XIX века, см. «Песни Билитис».
- Боео — поэтесса из Дельф, автор гимна, упоминаемого Павсанием.

### Г

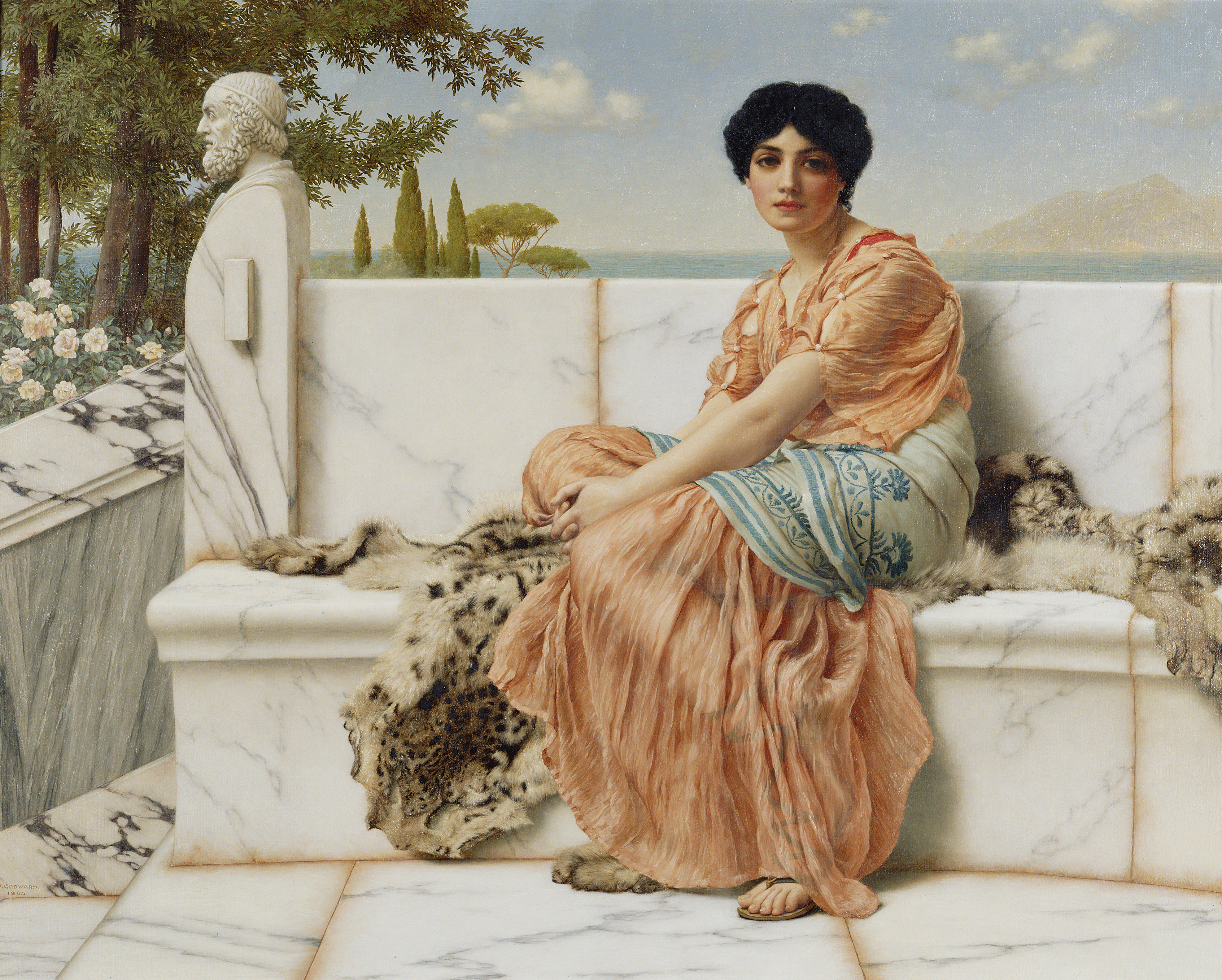
Джон Уильям Годвард, «Во времена Сапфо», 1904

- Гедила (вторая половина IV в. до н. э.) — мать поэта Гедила Самосского, автор поэмы «Скилла».

### Д
- Дамофила (VII в. до н. э.) — современница Сапфо, принадлежала к эолийской школе.

### К
- Клитагора — спартанка, заслужившая прозвище «женщина-Гомер», упоминается Аристофаном.
- Клеобулина (ок. 550 г. до н. э.) — родом с Родоса, дочь Клеобула, одного из 7 мудрецов.
- Коринна (V в. до н. э.) — родом из Танагры (Беотия), долго жила в Фивах, победила на поэтическом соревновании Пиндара либо же была его наставницей.

### М

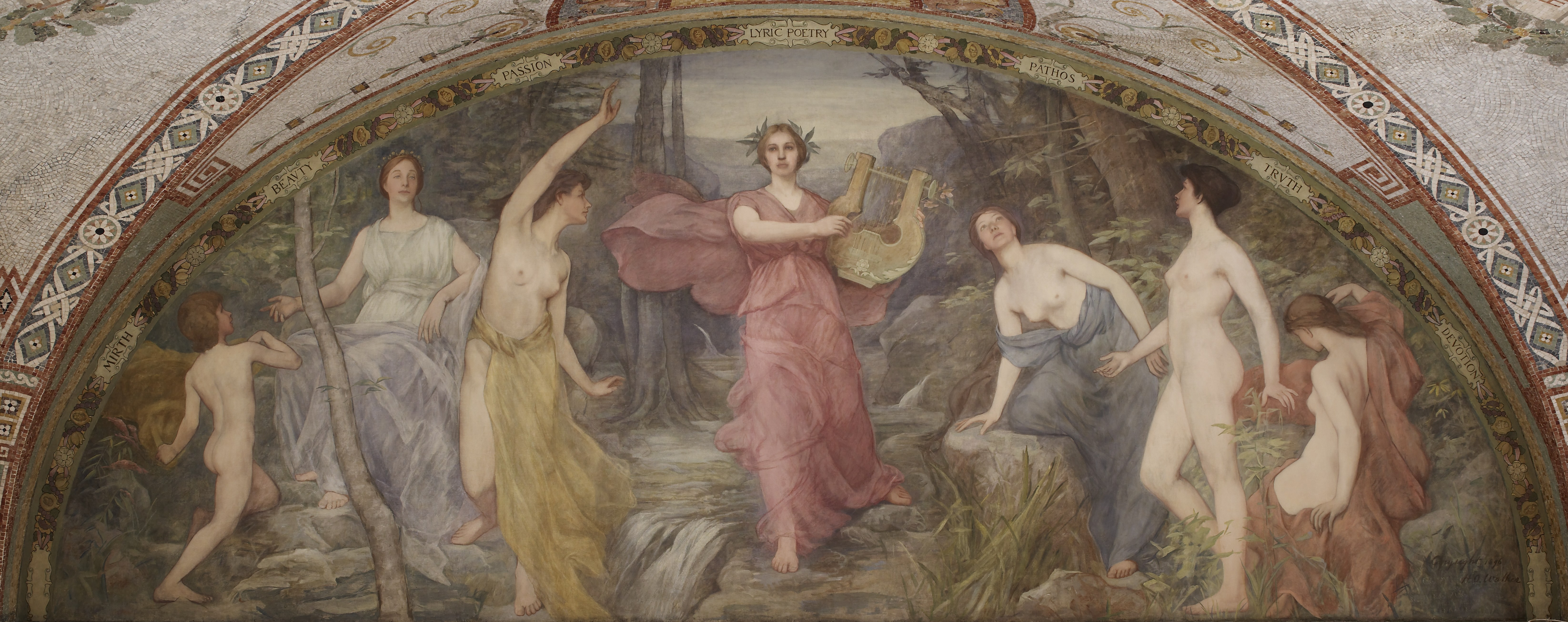
Генри Оливер Уолкер, «Лирическая поэзия» (1896)

- Мегалострата — спартанка, известная благодаря упоминаниям своего возлюбленного Алкмана.
- Мелинна — греческая поэтесса из Локр Эпизифирских в Нижней Италии, жившая во времена Пирра или Первой пунической войны
- Мийя — поэтесса из Спарты, которой приписываются гимны в честь Аполлона и Артемиды.
- Миро (III в. до н. э.) — жена этомолога Андромаха и дочь или мать трагика Гомера.
- Миртида — беотийская поэтесса, наставница Коринны.
- Мосхина (IV в. до н. э.) — аттическая поэтесса, мать Гедилы.

### Н
- Никобула
- Носсида (ок. 115—120 или 320—300 гг. до н. э.) — из Локр в Южной Италии, входит в число 9 поэтесс.

### П
- Праксилла (V в. до н. э.) — древнегреческая поэтесса, известная, главным образом, своими застольными песнями.

### С

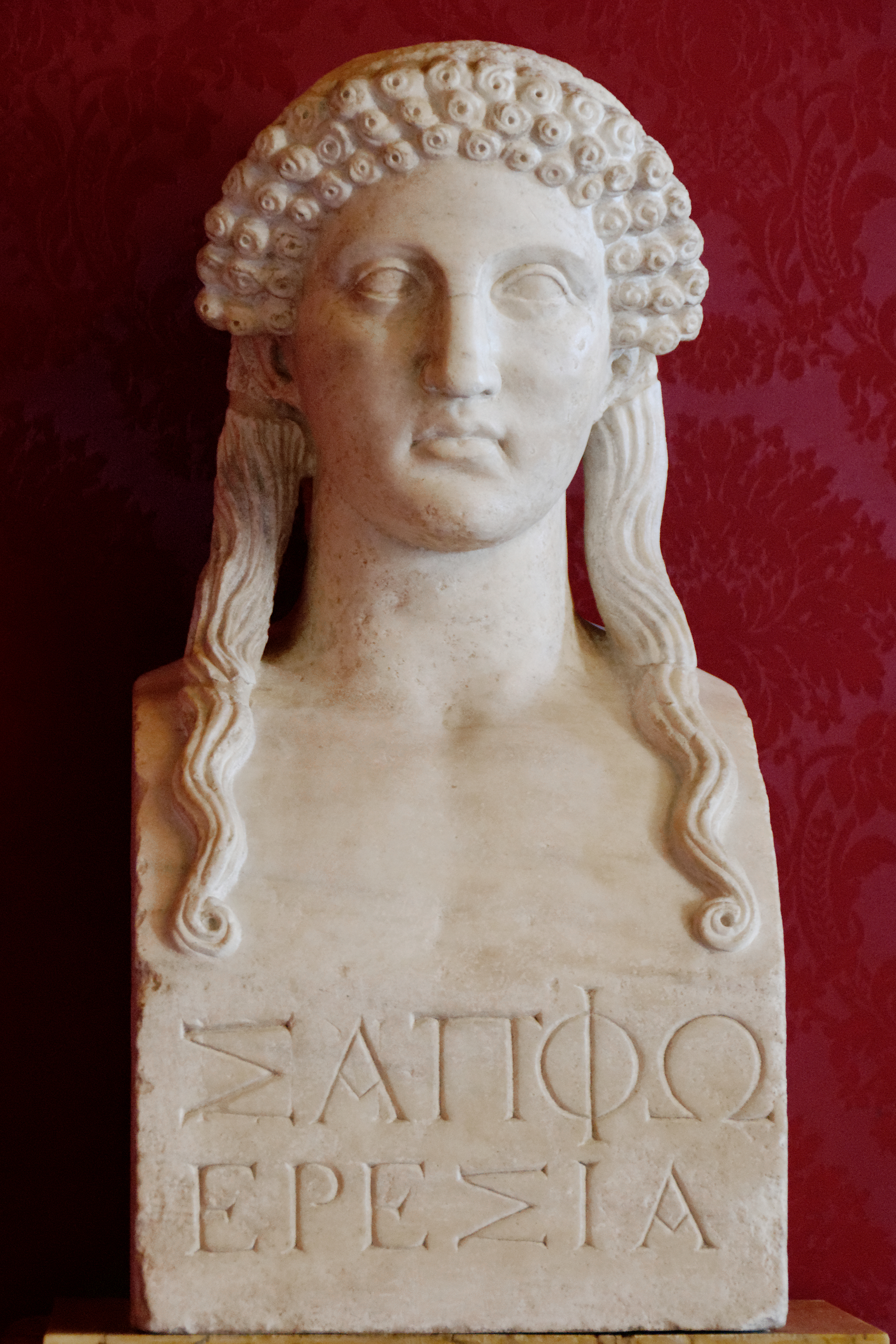

- Сапфо (630/612 — 572/570 до н. э.) — наиболее знаменитая греческая поэтесса

Я негу люблю,

Юность люблю,

Радость люблю

И солнце.

Жребий мой — быть

В солнечный свет

И в красоту

Влюбленной.

### Т
- Телесилла Аргосская (VI в. до н. э.) — вооружившая рабов и женщин, когда её родина стала проигрывать спартанцам.

### Ф
- Фантасия — легендарная поэтесса из Мемфиса, автор пра-«Илиады» и пра-«Одиссеи».
- Филенида — греческая поэтесса, автор трактата о Figurae Veneris — любовных позах

### Э
- Эвридика I Македонская — царица, бабушка Александра Македонского. От неё сохранилась 1 эпиграмма.
- Элефантида — гетера, автор эротического руководства
- Эринна Лесбийская или Митиленская (VI в. до н. э.) — умерла 19-летней девушкой, возможно, дружила с Сапфо, написала стихи об умершей незадолго до свадьбы подруге Бавкиде.

## Девять поэтесс
По аналогии с каноном древнегреческих Девяти лириков, куда из женщин входила одна лишь Сапфо, был составлен список и «девяти поэтесс»: Сапфо, Коринна, Праксилла, Эринна, Анита, Телесилла, Миро, Миртида, Носсида.
Он известен нам, в частности, из текста, автором которого был Антипатр Фессалоникский:

Их, этих женщин, владевших божественной речью, вскормили

        Гимнами муз Геликон и Пиерийский утес:

Славных Миро и Праксиллу с Анитою, женским Гомером,

        Гордостью Лесбоса дев пышноволосых — Сапфо,

И Телесиллу с Эринной, а также Коринну, чья лира

        Песней прославила щит грозной Афины, уста

Женственно-нежной Носсиды и певшую сладко Миртиду —

        Всех их, оставивших нам вечные строфы свои.

Девять божественных муз происходят от неба, и девять

        Этих певиц родила, смертным на радость, земля.